# 中華民國總統府資政
中華民國總統府資政，簡稱總統府資政，是中華民國總統的顧問職位之一，設置於中華民國總統府之下，由總統遴聘。依據《中華民國總統府組織法》，資政為無給職，至多以30人為限，聘期不得逾越總統任期，並依法為國建言。依照《中華民國總統府組織法》第15條第1項規定，資政得就國家重要政策，向總統提出相關意見與建議，是總統就公共政策請益、諮詢的社會領袖。

## 法律規定
總統府資政一職於1948年行憲後設置。當年3月製訂的《總統府組織法》第二條規定：
總統府置資政若干人，由總統就勳高望重者遴聘之，對於國家大計，得向總統提供意見，並備諮詢。
此一時期，資政沒有固定名額，也沒有固定聘期，相當於一次受聘即終身任職。

為因應總統民選後的形勢，1996年1月修訂的《總統府組織法》第十五條規定：
總統府置資政、國策顧問，由總統遴聘之，聘期不得逾越總統任期，對國家大計，得向總統提供意見，並備諮詢。
前項資政，有給職者不得逾十五人，無給職者不得逾十五人。
這意味著，此後每任總統都將重新聘任資政，資政終身任職的情形不復存在，同時數量也受到限制。
2010年8月，修訂後的《總統府組織法》取消了有給職資政，規定總統府資政不超過三十人，均為無給職。

1990年5月，總統府方面根據《總統府組織法》，製訂《總統府資政國策顧問聘用作業要點》；2010年10月，又製訂《總統府資政國策顧問遴聘辦法》，作為指導資政遴聘的具體規定。根據2016年11月最新修訂的《遴聘辦法》，資政應具有下列資格之一：
一、曾任政府機關、民意機關重要職務或主要政黨負責人，政績卓著。
二、社會各領域傑出或專業人士，貢獻卓著。
三、對國家有特殊貢獻或對於國家大計具有卓識碩見。

## 歷史沿革
蔣中正於1948年5月就任第一任總統後，開始依法聘任資政。蔣中正總統任內早期，聘請的資政多為曾在國民政府和中國國民黨內擔任高級職務，而此時已不再擔任實職的資深政界人士，如吳敬恆、鄒魯、居正等人，資政職務有較強的政治酬庸色彩。1949年中華民國政府遷台後，這些資政大多追隨蔣中正遷往台灣定居，少數如孔祥熙等人長期住在國外，或是如宋慶齡等人留在中國大陸。
在蔣中正及隨後的嚴家淦、蔣經國及李登輝總統任內，聘請的資政主要包括：（一）卸任的政府高官，如曾任副總統、五院院長、總統府秘書長等職務者，（二）部分在野黨領袖及無黨籍代表人士，如曾琦、徐傅霖、莫德惠等，（三）部分思想、學術界知名人士，如胡適、吳經熊、錢穆等。此一時期不禁止資政兼任其他政府公職，如黃少谷曾兼任司法院院長，莫德惠、孫科、孔德成曾兼任考試院院長，吳忠信、張羣、蔣彥士曾兼任總統府秘書長。同時，此一時期的資政理論上均為有給職，由總統府支給薪酬，但在其他政府機關兼職並領薪的，一般不再同時支領資政薪酬。
李登輝在1996年5月就任第九任總統後，依法將總統府資政全部重聘，並在聘任時明確規定聘期，使得過去任職多年的陳立夫等人未獲續聘。李登輝任內也開始更多聘請台灣本土人士，如蔡鴻文、林榮三、陳田錨等，以及當時最大反對黨民主進步黨的重要領導人黃信介擔任資政。此後，總統府資政如果擔任其他有薪酬的政府公職，即卸任資政職務。
2000年政黨輪替，陳水扁就任總統後，在資政的聘任方式上延續李登輝每年一聘、明定聘期的做法；在人選上，除了續聘少數較有威望的國民黨執政時期政府高官，以及按慣例聘任民進黨政府卸任高官外，還大量聘任了台灣民主運動和台灣獨立運動的領袖人物以及民進黨資深人士，如彭明敏、許信良、辜寬敏等，同時開始大量聘任企業界代表人物，如張榮發、許文龍、蔡萬霖等。2006年6月，總統府宣佈，為推動政治改革，陳水扁在總統最後兩年任期內將不再聘任資政，導致總統府資政職務自1948年設立以來首次出現完全空缺。
馬英九於2008年就任總統後，宣佈為進一步推進改革，不再聘任有給職資政，僅聘任無給職資政。馬英九任內聘請了多位國民黨地方實力人物擔任資政，如林柏榕、林淵源、黃正雄等。蔡英文於2016年就任總統後，聘請了首位台灣原住民資政夏本‧嘎那恩（林新羽）。同時，陳水扁、馬英九和蔡英文總統任內都注意聘請文藝界知名人士擔任資政，包括鍾肇政、柏楊、漢寶德、申學庸、吳晟等。此外，在馬英九和蔡英文任內，曾有多次出現原定的資政聘期集體屆滿後，總統府方面未及時聘請新資政的情形，原聘的資政在總統府方面未明言的情況下繼續任職，直到重聘新一批資政為止。

## 蔣中正總統時期（1948－1975）
蔣中正於1948年5月20日就任第一任中華民國總統後，開始依法聘任總統府資政，於7月末聘任首批12人（其中2人未就任），年內又增聘9人；至1975年4月逝世，任內共聘任資政近五十人。

### 1940年代
- 1948年7月30日（12人）：吳敬恒、張人傑、李煜瀛、張君勱（未就任）、曾琦、莫德惠、許崇智、孔祥熙、章嘉呼圖克圖、吳忠信、徐傅霖、李璜（未就任）[6]
- 1948年：周鍾嶽（1949年留在中國大陸）、宋慶齡（因擁護中共，參與「新政治協商會議」，於1949年9月被代總統李宗仁免職）[7]、戴傳賢、鄒魯（因兼任監察委員，依據司法院大法官釋憲結果，於1953年卸任）、丁惟汾（因兼任監察委員，依據司法院大法官釋憲結果，於1953年卸任）、居正、張羣、吳鼎昌、孔德成
- 1949年1月：胡適[8][9]

代總統李宗仁未聘任資政。

### 1950年代
- 1950年3月：閻錫山、朱家驊、吳鐵城、陳立夫
- 1950年：顧孟餘、李文範、陳濟棠、許世英、丘念台（因兼任監察委員，依據司法院大法官釋憲結果，於1953年卸任）、石志泉
- 1952年4月：徐永昌、鈕永建
- 1954年8月：賈景德
- 1956年4月：顧維鈞
- 1958年8月：董顯光

### 1960年代
- 1960年：張知本、戢翼翹、何成濬、趙恆惕
- 1963年12月：王雲五
- 1965年12月：孫科
- 1966年5月：余井塘
- 1969年10月：馬超俊

### 1970年代
- 1970年4月：王世
- 1971年4月：魏道明，10月：吳經熊

## 嚴家淦總統時期（1975－1978）
嚴家淦於1975年4月6日繼任總統時，總統府資政共有12人：
- 張羣、孔德成、陳立夫、顧維鈞、張知本、戢翼翹、王雲五、余井塘、馬超俊、王世、魏道明、吳經熊

任內共聘任資政2人：
- 1976年4月：黃少谷、俞大維

## 蔣經國總統時期（1978－1988）
蔣經國於1978年5月20日就任總統時，總統府資政共有10人：
- 張羣、孔德成、陳立夫、顧維鈞、王雲五、余井塘、王世、吳經熊、黃少谷、俞大維

任內共聘任資政18人：
- 1978年5月：葉公超，9月：楊亮功
- 1979年6月：戴炎輝
- 1980年3月：谷正綱、連震東、張其昀、張寶樹
- 1981年12月：徐慶鐘
- 1984年5月：謝東閔、孫運璿，6月：黃季陸，9月：劉季洪、李璜
- 1986年12月：錢穆
- 1987年3月：余俊賢，5月：洪壽南，8月：鄭彥棻，9月：袁守謙

## 李登輝總統時期（1988－2000）

### 1988－1996年
李登輝於1988年1月13日繼任總統時，總統府資政共有19人：
- 張羣、孔德成、陳立夫、黃少谷、俞大維、楊亮功、戴炎輝、谷正綱、張寶樹、徐慶鐘、謝東閔、孫運璿、劉季洪、李璜、錢穆、余俊賢、洪壽南、鄭彥棻、袁守謙

在第七任總統任期內（1988-1990），共新聘資政8人：
- 1988年7月：李國鼎，10月：沈昌煥，12月：倪文亞
- 1989年6月：俞國華、蔣彥士、高玉樹
- 1990年1月：馬紀壯，2月：劉闊才

李登輝於1990年5月20日就任第八任總統後，將當時在任的26名資政全部續聘，重發聘書，明定聘期至1996年5月19日：
- 張羣、孔德成、陳立夫、黃少谷、俞大維、楊亮功、戴炎輝、谷正綱、張寶樹、徐慶鐘、謝東閔、孫運璿、李璜、錢穆、余俊賢、洪壽南、鄭彥棻、袁守謙、李國鼎、沈昌煥、倪文亞、俞國華、蔣彥士、高玉樹、馬紀壯、劉闊才

在第八任總統任期內（1990-1996），共新聘資政21人，均明定聘期至1996年5月19日：
- 1990年6月：李煥、馬樹禮、何宜武、蔡鴻文、邱創煥（因擔任考試院院長，於1993年5月辭職）[14]，11月：陳雪屏、鄭為元、高信
- 1991年7月：辜振甫、林挺生、趙自齊
- 1992年1月：梁肅戎
- 1993年2月：黃尊秋、郝柏村、蔣緯國，3月：汪道淵、林金生
- 1994年1月：吳大猷，2月：閻振興、陳建中，9月：林洋港

在1996年5月19日第八任總統任期結束前夕，總統府資政共有31人：
- 孔德成、陳立夫（未獲續聘）、黃少谷、張寶樹、謝東閔、孫運璿、洪壽南、李國鼎、沈昌煥、倪文亞、俞國華、蔣彥士、高玉樹（未獲續聘）、馬紀壯、李煥、馬樹禮、何宜武、陳雪屏、辜振甫、林挺生、趙自齊、梁肅戎（未獲續聘）、黃尊秋、郝柏村（未獲續聘）、蔣緯國（未獲續聘）、汪道淵（未獲續聘）、林金生、吳大猷、閻振興、陳建中、林洋港（未獲續聘）

### 1996－2000年
李登輝於1996年5月20日就任第九任總統後，依據同年1月修訂的《總統府組織法》，將總統府資政全部重聘，有給職、無給職各不超過15人，每年定期重新聘任，期間根據需要增聘。
1996年5月20日聘任（26人，聘期至1997年5月19日）：
- 有給職（14人）：謝東閔、李元簇、孫運璿、俞國華、李煥、倪文亞、黃尊秋、張寶樹、蔣彥士、李國鼎、沈昌煥、陳雪屏、洪壽南（1997年1月逝世）、黃信介
- 無給職（12人）：黃少谷（1996年10月逝世）、孔德成、馬紀壯、馬樹禮、林挺生、辜振甫、趙自齊、何宜武、林金生、吳大猷、閻振興、陳建中

增聘：邱創煥（1996年9月，聘期至1997年8月）
1997年5月20日聘任（27人，聘期至1998年5月19日）：
- 有給職（14人）：謝東閔、李元簇、孫運璿、李煥、倪文亞、黃尊秋、張寶樹、蔣彥士、李國鼎、沈昌煥、陳雪屏、黃信介、俞國華、張建邦
- 無給職（13人）：孔德成、馬紀壯（1998年4月逝世）、馬樹禮、林挺生、辜振甫、趙自齊、何宜武、吳大猷、閻振興、陳建中、林榮三、王玉雲、劉真

增聘：邱創煥（1997年9月）、徐立德（1997年9月）、吳伯雄（1997年12月）
1998年5月20日聘任（29人，聘期至1999年5月19日）：
- 有給職（15人）：謝東閔、李元簇、孫運璿、俞國華、李煥、倪文亞、黃尊秋、張寶樹（1998年12月逝世）、蔣彥士（1998年7月逝世）、李國鼎、沈昌煥（1998年7月逝世）、陳雪屏（1999年4月逝世）、黃信介、邱創煥、徐立德
- 無給職（14人）：孔德成、馬樹禮、林挺生、辜振甫、趙自齊、何宜武、吳大猷、閻振興、陳建中、林榮三、王玉雲、劉真、張建邦、吳伯雄

增聘：施啟揚（1999年2月）、王作榮（1999年2月）、丁懋時（1999年2月）
1999年5月20日聘任（28人，聘期至2000年5月19日）：
- 有給職（14人）：謝東閔、李元簇、孫運璿、俞國華、李煥、倪文亞、黃尊秋、李國鼎、黃信介（1999年11月逝世）、邱創煥、徐立德、施啟揚、王作榮、丁懋時（1999年12月轉任總統府秘書長）
- 無給職（14人）：孔德成、馬樹禮、林挺生、辜振甫、趙自齊、何宜武、吳大猷（2000年3月逝世）、閻振興、陳建中、林榮三、王玉雲、劉真、張建邦、吳伯雄

增聘：蔣仲苓（1999年6月）、陳田錨（1999年6月）、章孝嚴（1999年12月）

## 陳水扁總統時期（2000－2008）
陳水扁於2000年5月20日就任總統後，遵循李登輝第九任總統任內做法，每年定期聘任總統府資政，任內共聘任五批次，聘期均為一年。
2000年5月20日聘任（28人，聘期至2001年5月19日）：
- 有給職（14人）：謝東閔（2001年4月逝世）、李元簇（後改為無給職）、彭明敏、林義雄（未就任）、鍾肇政、邱連輝、姚嘉文、許信良、孫運璿、李國鼎、蕭萬長（未就任）、丁懋時（未就任）、蔣仲苓（未就任）、李鎮源
- 無給職（14人）：李遠哲（未就任）、辜振甫、余陳月瑛、吳伯雄（未就任）、殷宗文、張榮發、許文龍、黃昆輝（未就任）、張建邦（後改為有給職）、陳田錨、蔡萬霖、吳澧培、林榮三、蔡萬才

增聘：辜寬敏（2000年）、葉明勳（2000年）、唐飛（2000年10月）
2001年5月20日聘任（23人，聘期至2002年5月19日）：
- 有給職（10人）：彭明敏、鍾肇政、邱連輝、姚嘉文、許信良、孫運璿、李國鼎（2001年5月逝世）、李鎮源（2001年11月逝世）、張建邦、陳繼盛
- 無給職（13人）：李元簇、辜振甫、余陳月瑛、殷宗文（2002年3月辭職）、張榮發、許文龍、陳田錨、蔡萬霖、林榮三、蔡萬才、辜寬敏、葉明勳、唐飛

增聘：黃昆輝（2002年1月）、張俊雄（2002年2月）、賴英照（2002年2月）、伍世文（2002年2月）
2002年5月20日聘任（30人，聘期至2003年5月19日）：
- 有給職（15人）：彭明敏、鍾肇政、邱連輝、姚嘉文（2002年9月轉任考試院院長）、孫運璿、張建邦、陳繼盛、黃昆輝、張俊雄、賴英照（2002年9月轉任司法院大法官）、倪摶九、郭衣洞（柏楊）、曾永賢、孫治平、孔德成
- 無給職（15人）：李元簇、辜振甫、余陳月瑛（2003年2月辭職）、張榮發、許文龍、陳田錨、蔡萬霖、林榮三、蔡萬才、辜寬敏、葉明勳、唐飛、伍世文、高玉樹、陳楷模

增聘：許水德（2002年9月）、陳師孟（2003年2月）
2003年5月20日聘任（28人，聘期至2004年5月19日）：
- 有給職（14人）：彭明敏、鍾肇政、邱連輝、孫運璿、張建邦、陳繼盛、黃昆輝、倪摶九、郭衣洞（柏楊）、曾永賢、孫治平、孔德成、高玉樹、許水德
- 無給職（14人）：李元簇、辜振甫、張榮發、許文龍、陳田錨、蔡萬霖、林榮三、蔡萬才、辜寬敏、葉明勳、唐飛、伍世文、陳楷模、辜濓松

2004年5月20日聘任（27人，聘期至2005年5月19日）：
- 有給職（13人）：彭明敏、鍾肇政、邱連輝、孫運璿、陳繼盛、黃昆輝、倪摶九、郭衣洞（柏楊）、孫治平（2005年4月逝世）、孔德成、許水德、吳澧培、康寧祥
- 無給職（14人）：李元簇、辜振甫（2005年1月逝世）、許文龍、張建邦、陳田錨、林榮三、辜寬敏、唐飛、陳楷模、辜濓松、高玉樹、林信義、湯曜明、陳河東（2004年12月逝世）

增聘：黃主文（2005年1月）、葉菊蘭（2005年2月）
2005年5月20日聘任（26人，聘期至2006年5月19日）：
- 有給職（13人）：彭明敏、鍾肇政、邱連輝、孫運璿（2006年2月逝世）、陳繼盛、倪摶九、郭衣洞（柏楊）、孔德成、許水德、吳澧培、康寧祥、葉菊蘭、黃主文
- 無給職（13人）：李元簇、許文龍、張建邦、陳田錨、林榮三、辜寬敏、陳楷模、高玉樹（2005年6月逝世）、林信義、湯曜明、蘇南成、林誠一、高俊明

增聘：吳榮義（2006年2月）
2006年6月，總統府方面宣佈，陳水扁總統任內不再聘任資政，自2006年5月20日起，資政職務從缺。

## 馬英九總統時期（2008－2016）
馬英九於2008年5月20日就任總統後，於半年多後的2009年1月方才第一次聘任總統府資政，且宣佈不再聘任有給職資政；其後又於2010年8月修訂《總統府組織法》，取消有給職資政。任內共聘任五批次，聘期不以一年為限。
2009年1月1日聘任（13人，聘期至2009年12月31日）：
- 無給職：漢寶德、辜嚴倬雲、李家同、劉金標、張博雅、陳田錨、陳金讓、許文政、林柏榕、林淵源、饒穎奇、柯明謀、詹啟賢

2010年1月1日聘任（14人，聘期至2010年12月31日）：
- 無給職：漢寶德、辜嚴倬雲、李家同、劉金標、張博雅（2010年11月轉任中央選舉委員會主任委員）、陳田錨、陳金讓、許文政、林柏榕、林淵源、饒穎奇、柯明謀、詹啟賢、劉兆玄

2011年1月1日聘任（24人，原定聘期至2012年5月19日）：
- 劉兆玄、辜嚴倬雲、陳金讓、丁懋時、郭為藩、漢寶德、李家同、申學庸、林澄枝、蘇起、饒穎奇、趙守博、詹啟賢、黃正雄、高清愿、劉金標、陳田錨、許文政、林柏榕、林淵源、柯明謀、涂德錡（2011年10月逝世）、陳庚金、陳烱松

2012年8月22日聘任（21人，原定聘期至2013年12月31日）：
- 劉兆玄、辜嚴倬雲、陳金讓、丁懋時、郭為藩、漢寶德（2014年11月逝世）、李家同、申學庸、林澄枝、蘇起、饒穎奇、趙守博、詹啟賢、黃正雄、高清愿、劉金標、陳田錨、許文政、林柏榕、柯明謀、陳烱松

增聘：胡為真（2012年10月）、江丙坤（2012年10月）、陳冲（2013年2月）、廖了以（2013年4月）、袁健生（2014年3月）
2015年3月1日聘任（27人，聘期至2016年5月19日）：
- 劉兆玄、辜嚴倬雲、陳金讓、丁懋時、郭為藩、李家同、申學庸、林澄枝、蘇起、饒穎奇、趙守博、詹啟賢、黃正雄、劉金標、陳田錨、許文政、林柏榕、柯明謀、陳烱松、胡為真、江丙坤、陳冲、廖了以、袁健生、江宜樺、關中、楊進添

增聘：金溥聰（2015年6月）

## 蔡英文總統時期（2016－2024）
蔡英文於2016年5月20日就任總統後，於同年11月第一次聘任總統府資政。任内共聘任四批次，聘期不以一年为限。
2016年11月9日聘任（20人，聘期至2018年5月19日）：
- 吳勝雄（吳晟）、吳榮義、吳澧培、宋楚瑜、李明亮、李遠哲、林信義、姚嘉文、施朝暉（史明）、夏本‧嘎那恩（林新羽）、高俊明（未就任）、張忠謀（2016年11月辭職）、張俊雄、陳博志、陳繼盛、彭明敏（未就任）、辜寬敏、 葉菊蘭、劉金標（2016年11月辭職）、蕭新煌

增聘：林全（2017年9月）、田弘茂（2018年3月，聘期至2020年5月）
2018年5月20日聘任（17人，原定聘期至2020年5月19日）：
- 吳勝雄（吳晟）、吳榮義、吳澧培、宋楚瑜（2019年5月辭職）、李明亮、李遠哲、林全、林信義、姚嘉文、施朝暉（史明，2019年9月逝世）、夏本‧嘎那恩（林新羽）、張俊雄、陳博志、陳繼盛、辜寬敏、葉菊蘭、蕭新煌

2021年2月9日聘任（26人，原定聘期至2022年5月19日）：
- 王茂雄、田弘茂、吳勝雄（吳晟）、吳榮義、李明亮、李茂盛、李逸洋、沈國榮、林全、林信義、姚嘉文、夏本‧嘎那恩（林新羽）、孫大川、張俊雄、張博雅、許勝雄、陳博志、陳繼盛、曾道雄、辜寬敏、黃茂雄、黃崑虎、葉菊蘭、劉昭惠、蕭新煌、顏志發

2022年9月1日聘任（27人，聘期至2024年5月19日）：
- 王茂雄、田弘茂、吳勝雄（吳晟）、吳榮義、李明亮、李茂盛、李逸洋、沈國榮、林全、林信義、姚嘉文、夏本‧嘎那恩（林新羽）、孫大川、張俊雄、張博雅、許勝雄、陳宏昌、陳博志、陳繼盛、曾道雄、辜寬敏（2023年2月逝世）、黃茂雄、黃崑虎、葉菊蘭、劉昭惠、蕭新煌、顏志發（2023年6月辭職）

增聘：邱義仁（2022年11月）、沈榮津（2023年2月）、陳茂仁（2023年3月）、陳忠源（2023年3月）

## 賴清德總統時期（2024－現在）
賴清德於2024年5月20日就任總統後，於同年8月第一次聘任總統府資政。
2024年8月1日聘任（27人，聘期至2026年5月19日）：
- 田弘茂、吳勝雄（吳晟）、吳澧培、李明亮、李茂盛、沈國榮、沈榮津、林全、林信義、邱義仁、姚嘉文、夏本‧嘎那恩（林新羽）、高英茂、張俊雄、張博雅、陳忠源、陳博志、陳繼盛、湯文萬、童永、黃崑虎、蔡仁泰、蕭新煌、韓良誠、謝長廷、顏志發、蘇貞昌

## 1948－1996年間資政兼任其他政府公職者
- 莫德惠：憲政督導委員會會長、行政院政務委員、考試院院長、光復大陸設計研究委員會副主任委員
- 吳忠信：總統府秘書長
- 徐傅霖：憲政督導委員會副會長、光復大陸設計研究委員會副主任委員
- 戴傳賢：國史館館長
- 張羣：行政院政務委員、重慶綏靖公署主任、西南軍政長官、總統府秘書長、國防會議秘書長
- 孔德成：大成至聖先師奉祀官、國立故宮中央博物院聯合管理處主任、考試院院長
- 胡適：光復大陸設計研究委員會副主任委員、中央研究院院長、國家長期發展科學委員會主任委員
- 朱家驊：中央研究院代院長
- 徐永昌：光復大陸設計研究委員會副主任委員
- 張知本：光復大陸設計研究委員會副主任委員
- 孫科：考試院院長
- 黃少谷：國家安全會議秘書長、司法院院長
- 谷正綱：國民大會憲政研討委員會副主任委員
- 袁守謙：光復大陸設計研究委員會副主任委員
- 蔣彥士：總統府秘書長

## 資政兼任中央民意代表者
- 國民大會代表：吳敬恆、曾琦、莫德惠、孔祥熙、章嘉呼圖克圖、吳忠信、徐傅霖、周鍾嶽、戴傳賢、張羣、孔德成、胡適、朱家驊、李文範、陳濟棠、許世英、徐永昌、賈景德、張知本、何成濬、趙恆惕、王雲五、余井塘、馬超俊、王世、谷正綱、連震東、張其昀、黃季陸、劉季洪
- 立法委員：趙自齊
- 監察委員：鄒魯、丁惟汾、居正、丘念台

## 1996年後資政轉任其他政府公職者
- 丁懋時：1999年12月由資政轉任總統府秘書長
- 姚嘉文：2002年9月由資政轉任考試院院長
- 賴英照：2002年9月由資政轉任司法院大法官。
- 張博雅：2010年11月由資政轉任中央選舉委員會主任委員。

## 資政任職記錄
- 受聘時間最長的資政：孔德成（1948-2000年連任超過51年，2002-2006年再任4年，累計超過55年）、陳立夫（1950-1996年連任46年）、張羣（1948-1990年連任42年）
- 受聘時間最短的資政：張忠謀、劉金標（2人於2016年11月被蔡英文聘為資政後，均於當月辭職，受聘不到一個月）
- 首次受聘時年齡最大的資政：史明（2016年11月被蔡英文聘為資政時滿98歲）
- 首次受聘時年齡最小的資政：孔德成（1948年被蔣中正聘為資政時滿28歲）
- 卸任時年齡最大的資政：張羣（1990年11月逝世時滿101歲）、史明（2019年9月逝世時滿100歲）
- 獲三位總統聘任的資政：孔德成（獲蔣中正、李登輝、陳水扁聘任），謝東閔、孫運璿（均獲蔣經國、李登輝、陳水扁聘任），陳田錨（均獲李登輝、陳水扁、馬英九聘任），陳繼盛、吳澧培、張俊雄、姚嘉文、林信義（均獲陳水扁、蔡英文、賴清德聘任），張博雅（均獲馬英九、蔡英文、賴清德聘任）
- 第一位女性資政：宋慶齡
- 第一位非漢族資政：莫德惠（满族）、章嘉呼圖克圖（藏族）
- 第一位台灣省籍資政：丘念台
- 第一位台灣原住民資政：夏本‧嘎那恩（林新羽）
- 第一位客家人資政：陳濟棠、丘念台
- 第一位無黨籍資政：莫德惠
- 第一位民主進步黨籍資政：黃信介
- 第一位台灣團結聯盟籍資政：黃主文
- 第一位無黨團結聯盟籍資政：張博雅
- 第一位親民黨籍資政：宋楚瑜
- 中國青年黨籍資政：曾琦、李璜
- 中國民主社會黨籍資政：徐傅霖、石志泉、戢翼翹
- 擁有一級上將軍銜的資政：閻錫山、陳濟棠、徐永昌（郝柏村、唐飛、湯曜明受聘資政前已除役）
- 擁有中央研究院院士身份的資政：吳敬恆、胡適（兼院長）、朱家驊（兼代院長）、王世、錢穆、吳大猷、閻振興、李鎮源、李遠哲
- 擁有外國國籍的資政：吳澧培（2000-2001，美國）、孫治平（美國）、張忠謀（美國）
- 被免職的資政：宋慶齡（1949年被李宗仁免職）
- 主動辭職的資政：邱創煥（1993）、殷宗文（2002）、余陳月瑛（2003）、張忠謀（2016）、劉金標（2016）、宋楚瑜（2019）、顏志發（2023）
- 夫妻資政：辜振甫與辜嚴倬雲
- 父子資政：戴傳賢與蔣緯國，孫科與孫治平
- 兄弟資政：辜振甫與辜寬敏，蔡萬霖與蔡萬才
- 叔嫂資政：辜寬敏與辜嚴倬雲
- 連襟資政：辜振甫與葉明勳
- 姐夫姨妹資政：孔祥熙與宋慶齡，葉明勳與辜嚴倬雲
- 祖孫資政：居正與張建邦（居正之女居瀛玖為張建邦的繼母）
- 翁媳資政：謝東閔與林澄枝
- 叔侄資政：辜振甫、辜寬敏與辜濓松
- 舅甥資政：林榮三與陳宏昌
- 姨甥資政：孔祥熙、宋慶齡與蔣緯國（宋美齡為蔣緯國的繼母）
- 獲聘資政而未就任者：張君勱（1948）、李璜（1948）、林義雄（2000）、蕭萬長（2000）、丁懋時（2000）、蔣仲苓（2000）、李遠哲（2000）、吳伯雄（2000）、黃昆輝（2000）、高俊明（2016）、彭明敏（2016）

## 外部連結
- 中華民國總統府網站－資政（页面存档备份，存于）
- 《中華民國總統府組織法》（页面存档备份，存于）